# Sümegi István
Sümegi István (Budapest, 1894. március 24. – ?) belgyógyász, egyetemi címzetes rendkívüli tanár, az orvostudományok kandidátusa (1953).

## Élete
Sümegi József (1861–1945) fürdőorvos, balneológus, egészségügyi tanácsos és Adler Ernesztina (1870–1959) fiaként született zsidó családban. Nagyapja dr. Sümegi Jakab (1833–1905) ozorai körorvos. Testvérei Sümegi János (1897–1977) ügyvéd és Sümegi Mária (1900–1953) tisztviselő, férjezett Frivaldszky Andorné. Családjával 1919. május 1-jén kitért a katolikus vallásra.
Középiskolai tanulmányait 1903 és 1911 között a Budapesti VII. kerületi Magyar Királyi Állami Főgimnáziumban végezte, majd 1911-től a Budapesti Tudományegyetem Orvostudományi Karának hallgatója lett.
1918. december 1-től 1919. augusztus 31-ig az I. sz. Anatómiai Tanszék díjtalan gyakornoka, 1919. szeptember 1-től 1920. augusztus 31-ig az I. sz. Kórbonctani Intézet externistája, 1920. szeptember 1-től 1921. augusztus 31-ig az Intézet díjtalan gyakornoka volt. 1921. szeptember 1-től 1925-ig az I. sz. Belgyógyászati Klinika díjtalan gyakornoka, 1925–1927 között díjas gyakornoka, 1927–1929 között fizetéstelen tanársegéde, majd 1929-től a II. sz. Kórbonctani Intézet fizetéses tanársegéde, 1934-től egyetemi adjunktusa volt.
1935-ben a kórszövettani és szövetvegytani vizsgálati módszerek magántanárává habilitálták. 
A harmadik zsidótörvény hatálya alól nem mentesült családjával; feleségével hamis papírokkal tartózkodott Budán.
A második világháborút követően a MÁV Kórház és Központi Rendelőintézet főorvosaként dolgozott. 1946-ban a tudományos irodalom művelése és az egyetemi oktatás terén kifejtett működése elismeréséül elnyerte az egyetemi rendkívüli tanári címet.
Felesége dr. Székely Margit (1897–?) fogorvos volt, Székely Lázár és Steiner Paulina lánya, akivel 1922. december 14-én Budapesten kötött házasságot. Esküvői tanúja Csépai Károly volt.

## Művei
- A késői chloroform halálesetekben található májelváltozások kóreredetéről. (Magyar Orvosi Archívum, 1919, 20.)
- A spasmolysinnel nyert tapasztalatainkról. (Budapesti Orvosi Újság, 1922, 21.)
- Vizsgálatok a vassal „blockirozott” reticuloendothelialis sejtek működésére vonatkozólag. Weiss Istvánnal. (Magyar Orvosi Archívum, 1924, 25.)
- A vegetatív idegrendszer állapotának vizsgálata a terhességben. Liebmann Istvánnal. (Magyar Orvosi Archívum, 1926, 27.)
- Vizsgálatok a jászkarajenői „Mira“ glaubersós gyógyvíznek az epehólyag contractióira gyakorolt hatásáról. Baitz Gézával. (Orvosi Hetilap, 1928, 27.)
- A Lukács-fürdő kénes vizének hatása a gyomor secretiójára. Baitz Gézával. (Orvosi Hetilap, 1928, 28.)
- A parádi kénes savanyúvíz hatása az emésztőszervekre. Herzum Alfonzzal. (Orvosi Hetilap, 1928, 27–28.)
- A complement és antitestképzés összefüggése a savbázisegyensúllyal. Weiss Istvánnal, Benkovics Zoltánnal. (Magyar Orvosi Archívum, 1928, 29.)
- Rákbetegek vérreactiója és ennek összefüggése a vesefunctióval. Weiss Istvánnal, Udvardy Lászlóval. (Orvosi Hetilap, 1928, 34.)
- A Széchenyi-fürdő vizével végzett ivókúrák hatása a szervezet puriaanyagcseréjére. Juhász Antallal. (Orvosi Hetilap, 1929, 40.)
- A Hungária-gyógyforrás vizének hatása hypertoniás egyénekre. Pelláthy Istvánnal. (Orvosi Hetilap, 1929, 41–42.)
- A lépszövet epefestékek termelése művi tenyészetekben. Csaba Margittal. (Magyar Orvosi Archívum, 1930, 31.)
- Adatok a gerincvelőfolyadék halál után bekövetkező physico-chemiai elváltozásaihoz. Findeisen Lászlóval. (Magyar Orvosi Archívum, 1930, 31.)
- A szervezet vegyhatásának befolyása a kísérleti tuberkulózisra. Weiss Istvánnal. (Orvosi Hetilap, 1931, 33.)
- A haemochromatosisról. I. közlemény. Dávid Gáborral. (Orvosi Hetilap, 1950, 6.)
- A haemochromatosisról. II. közlemény. A porphyrinuria pathogenesise ólommérgezésben és haemochromatosisban. (Orvosi Hetilap, 1950, 6.)
- Hepatitis és diabetes. Róth Imrével, Goreczky Lászlóval, Sárfy Erzsébettel. (Orvosi Hetilap, 1953, 37.)
- A porphyrinekről. (Orvosi Hetilap, 1954, 30.)
- Az influenzás gyomor- és bélelváltozások pathogeneziséről. Gaál Magdával. (Orvosi Hetilap, 1954, 51.)
- Újabb vizsgálatok a prophyrinopahiák köréből. Róth Imrével, Goreczky Lászlóval, Molnár Jánossal. (Orvosi Hetilap, 1955, 28.)